# Реки Перми

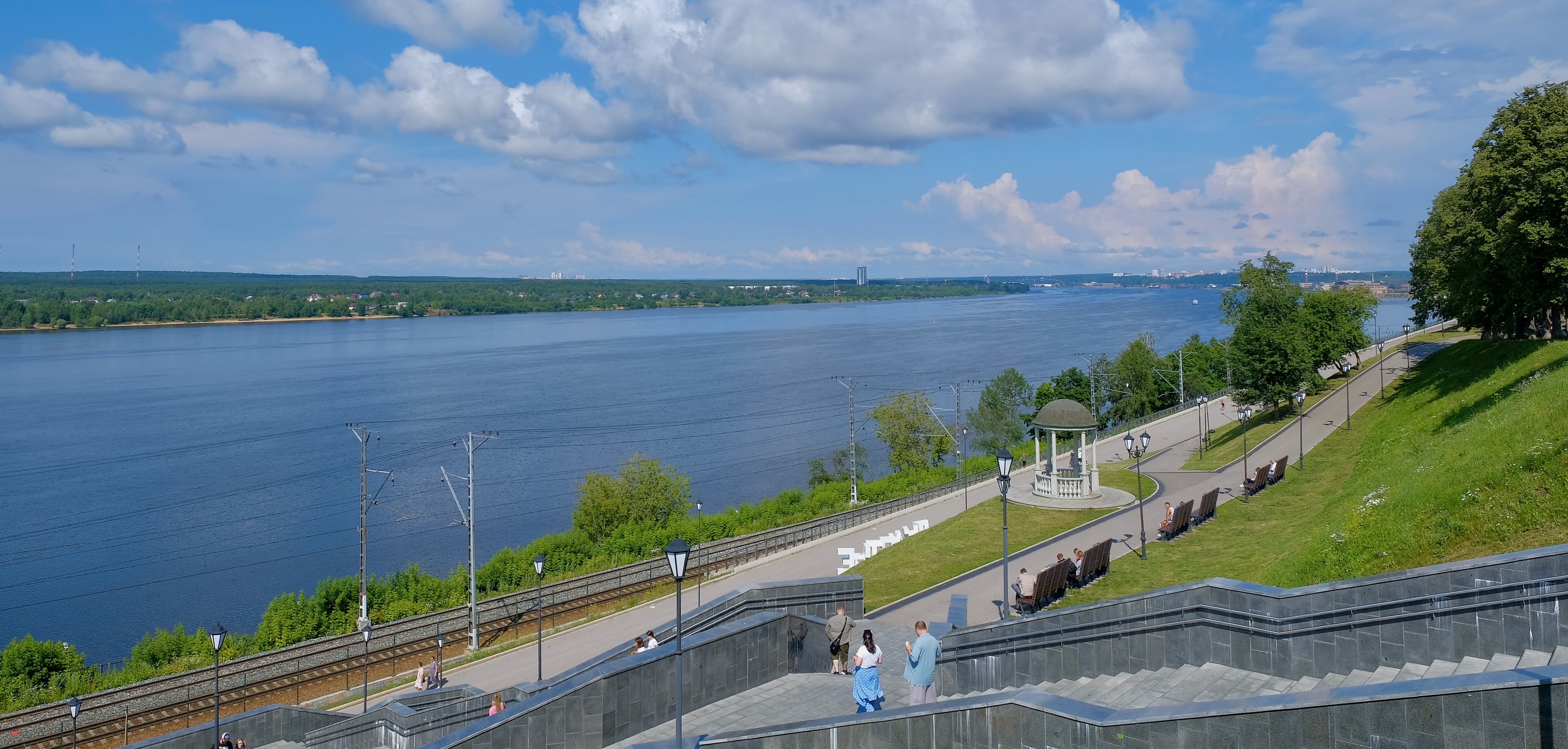
Набережная Камы в Перми

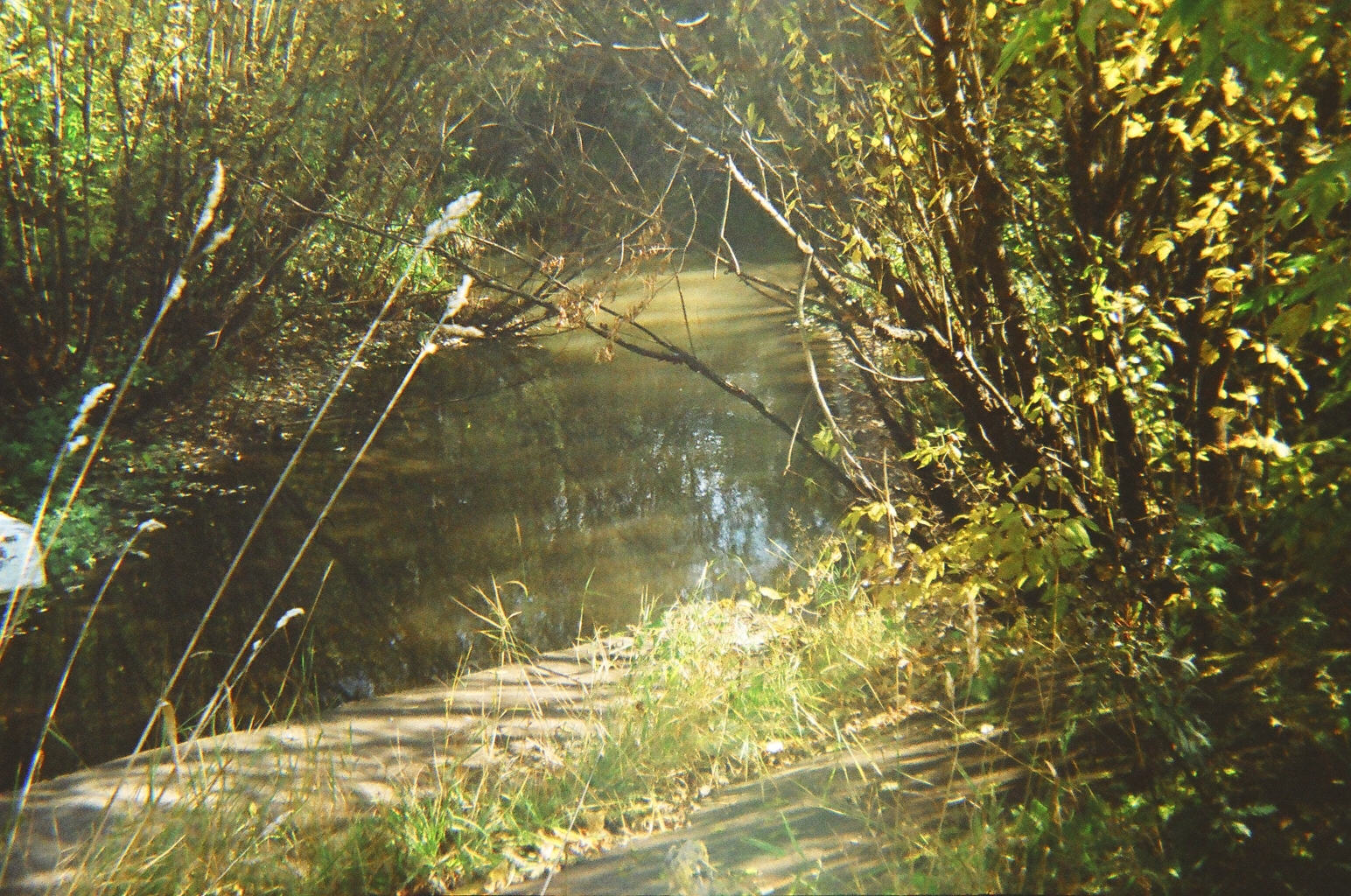
Егошиха

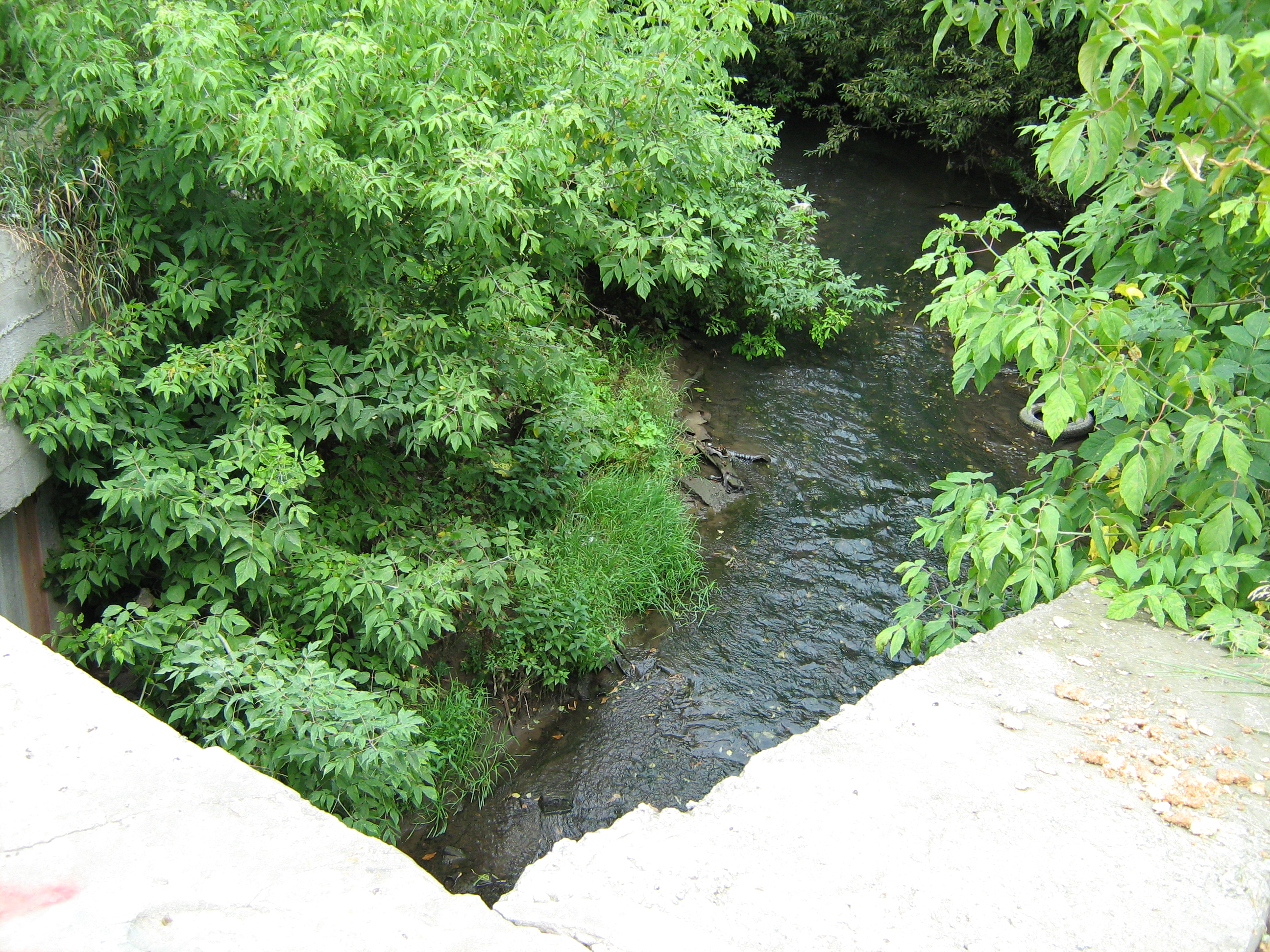
Данилиха

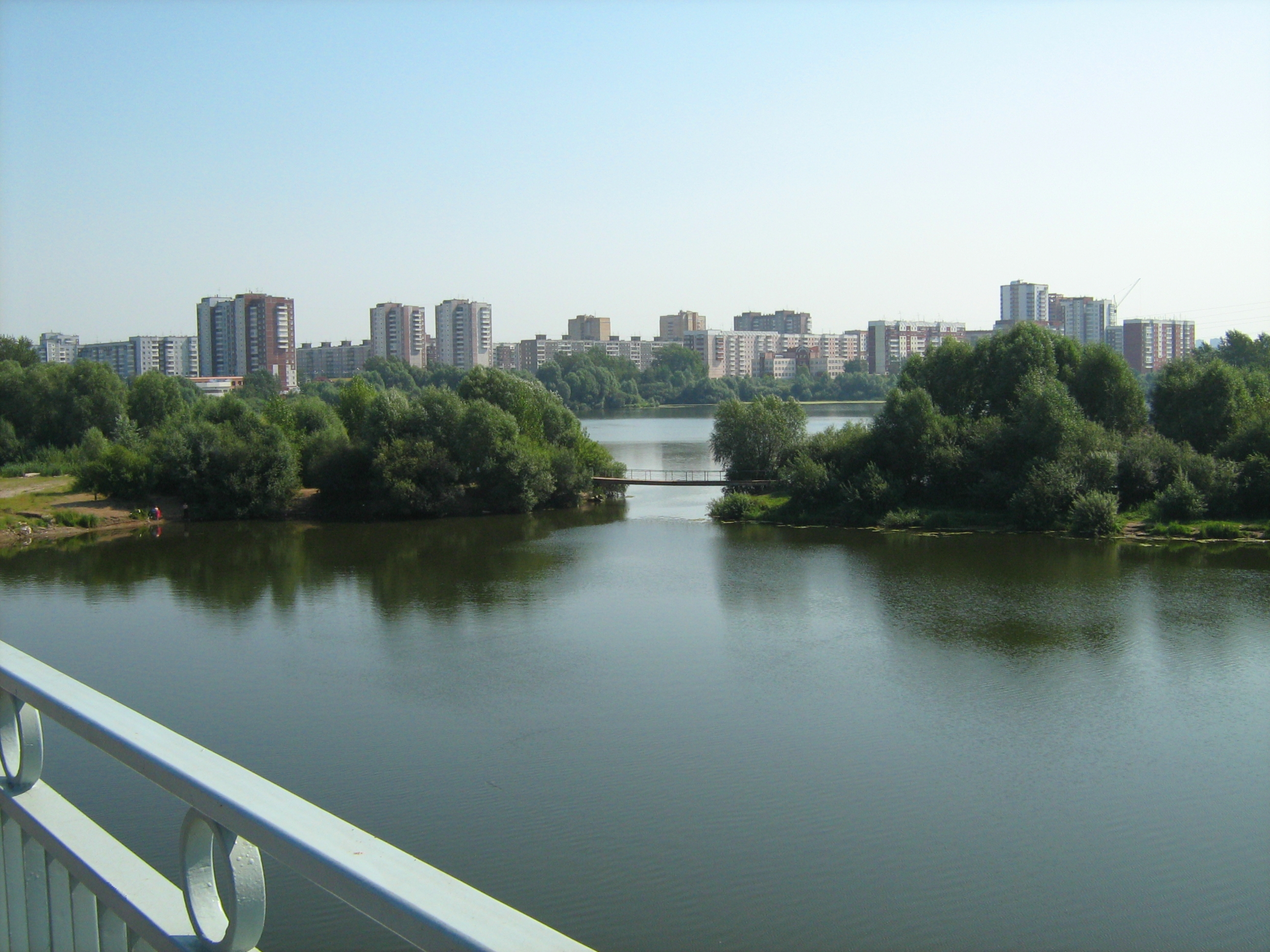
Мулянка

Помимо протекающих по территории Перми крупных рек — Камы и Чусовой, в городе существует большое количество малых рек, входящих в бассейн Камы. Всего в черте города протекает более 300 рек и ручьёв. Крупнейшие из них: Васильевка, Большая Мотовилиха, Ягошиха (Егошиха), Ива, Мулянка — в камском левобережье, Гайва, Ласьва — в правобережье.
На 2012 год было выявлено на основании исторических, литературных и картографических источников 130 названий малых рек, протекающих в пределах Перми. Часть названий удалось узнать при опросе жителей. Среди собранных в результате поисковой и исследовательской работы речных наименований подавляющее большинство — 116 — русского происхождения, 9 — коми-пермяцкого: среди них Ветлан, Ветланка, Ива, Гайва, Ласьва, Мось, Чукулайка, 2 — тюркского: Мулянка, Чечёра, одно — немецкого: Гарцовский Лог (от Гарцы), одно — греческого: Стикс, и ещё одно: бурятского — Байкал. Выяснено, что все они назывались так не позднее начала XX века.
Ягошиха и Данилиха в некоторый период истории города были его естественными границами. Как показывают исследования, гидрографическая сеть города в XVIII веке была более развитой. Например, на отрезке камского берега от устья Ягошихи до устья Медведки (около 0,7 км) в глубоких логах протекали три крупных ручья со своими притоками. Начало современных улиц Горького и Островского практически повторяет русла старых ручьёв. У жителей Егошихинского посёлка не было проблем с водоснабжением — чистую воду брали и из колодцев, и из бьющих из земли ключей.
Протекая по территории современного города, малые реки испытывают сильное антропогенное воздействие, оказывающее влияние на их экологическое состояние. Качество воды в них ухудшается при движении от верховьев к низовьям. По химическому составу оно изменяется от 1-го класса до 3-го. Наиболее плохое качество воды — в низовьях рек Ягошихи и Данилихи. Вода там непригодна для питья.
Плохое качество воды малых рек связано с тем, что места спуска сточных вод от предприятий располагаются в средних и верхних течениях рек (р. Мулянка — ТЭЦ-9; р. Ягошиха — «Пермводоканал», ОАО «Велта» и т. д.).
Малые реки, протекающие в районах исторической застройки города, ныне заключены на всём протяжении или частично в канализационные коллекторы. Некоторые реки, например Медведка и Пермянка, вынуждены принимать на себя неочищенные ливневые стоки с центральных улиц города из-за отсутствия отдельной системы дождевой канализации.
Одним из примеров искусственного гидросооружения в Перми является Мотовилихинский пруд, расположенный в исторической части города, вблизи Мотовилихинских заводов и площади Восстания.

## Список малых рек Перми
- Азовка
- Амбарка
- Байкал
- Банный
- Безгодовка
- Большая Вороновка
- Большая Мотовилиха
  - Малая Мотовилиха
    - Гарцовский Лог
    - Поваренный Лог

  - Огаршиха
    - Стрелка

  - Родник
  - Талый
- Васильевка
  - Стрелка
- Гайва
  - Грязная
  - Мостовая
  - Чёрная
- Гремячая
- Грязный
  - Боковая
    - Граничная
- Данилиха
  - Гарюшка
    - Ключевая

  - Ключевая
  - Пермянка
  - Светлушка
- Ива
  - Еланка
  - Малая Ива
  - Толожанка
  - Уинка
- Ласьва
  - Заборная
    - Кедровая
- Малая Язовая
- Медведка
- Мулянка
  - Липовая
  - Малиновка
  - Мось
    - Ключевая
    - Пижинежиха

  - Пыж
  - Рыж
  - Светлая
- Торфяная
- Шустовка
- Ягошиха (Егошиха)
  - Загарьенка
  - Ивановка
  - Овражная
  - Стикс
- Язовая
  - Балмошная
  - Логовая
  - Еловая